# 京都外国语短期大学
京都外国语短期大学（日语：／ Kyoto Gaikokugo Tanki Daigaku *），简称京外短（きょうがいたん）或外短（がいたん），是一所位于日本京都府京都市右京区的私立短期大学。

## 概要

### 简介
- 学校最早可以追溯到1947年[1]。短期大学为于1950年开办[1]、由学校法人京都外国语大学经营。

### 历史
- 1950年 京都外国语短期大学成立并同时设置英语科第一部和专科英语专攻[1]。
- 1952年 第二部于英语科成立[1]。
- 1956年 英语商业科成立[1]。
- 1959年 英语科第一部、英語商业科、专科英语专攻各自停办[1]。今年4月京都外国语大学同时设置。
- 2007年，英語科第二部改编为职业英语科[注 2][1]。

### 宪章
- 请参看京都外国语短期大学的标志 （页面存档备份，存于） （日語） 2013年11月21日阅览。

## 学校环境
- 校区：在京都府京都市右京区

## 历任校长
- 松田武：现在短期大学校长[2]

## 组织

### 学科
- 职业英语科[注 2]

### 前学科
- 英语科
  - 第一部[注 1]
  - 第二部→职业英语科（于2007年成立。）
- 英语商业科[注 1]

### 专科
| - 英语专攻 |

### 业余课程
| - 没有 |

## 知名校友
- 山本邦山：尺八演奏者

## 相关链接
- 日本短期大学列表
- 京都外国语大学